# يزيد الراجحي
يزيد بن محمد بن عبد العزيز الراجحي (30 سبتمبر 1981)، رجل أعمال ومتسابق راليات سعودي، أحد أبناء رجل الأعمال الشيخ محمد بن عبد العزيز الراجحي، ترجع أصوله إلى منطقة القصيم (البكيرية)، ويعود نسبه إلى قبيلة بني زيد، ولد ونشأ بالرياض، وبدأ حياته العملية في سن مبكّر حين عينه والده عام 1998 مراقباً لمكتب الأملاك الخاصة، ثم مديراً عاما لها في جميع أنحاء المملكة في 2004، وتدرج بعد ذلك في عدد من المناصب الرفيعة حتى أصبح واحدا من رجال الأعمال المعروفين. أسّس فريق يزيد للسباقات في 2007، وشارك بصفة رسمية في بطولة الشرق الأوسط للراليات عام 2008 ثم بطولة العالم فئة (WRC2) عام 2012، ثم كأس العالم للراليات الصحراوية عام 2013. ومن أبرز إنجازاته فوزه بالمركز الأول في رالي داكار 2025.

## سيرته
نشأ يزيد الراجحي في إحدى العائلات السعودية المعروفة (عائلة الراجحي) حيث أسس والده وأعمامه مصرف الراجحي عام 1957م والذي يعد واحداً من أهم البنوك بالسعودية وأحد أكبر المصارف الإسلامية في العالم وفي نفس الوقت شركة مساهمة سعودية، حيث يبلغ رأس ماله 4.3 مليار دولار أمريكي. كما أسس والده عددًا من الشركات العملاقة مثل شركة محمد بن عبد العزيز الراجحي وأولاده القابضة، وشركة منافع القابضة  وغيرها وقد شغل يزيد الراجحي العديد من المناصب القيادية في تلك الشركات، هذا بالإضافة إلى نشاطه الرياضي في عالم المحركات فكانت أولى مشاركاته غير الرسمية في بطولة الشرق الأوسط (MERC) بنهاية عام 2007 تحديداً في رالي الأردن والبداية الرسمية كانت في عام 2008 ثم بعد ذلك شارك في بطولة العالم للراليات (WRC2) عام 2012  وكذلك كأس العالم للراليات الصحراوية عام 2014 (الكروس كانتري).

## عالم الأعمال

### البداية
بدأ يزيد الراجحي حياته العملية في سن مبكرة وتدرج في عدد من الأعمال:
- 1998 – 2000م عُيِّن من قبل والده الشيخ محمد بن عبد العزيز الراجحي مراقباً لمكتب أملاكه الخاصة (العقارات).
- 2001 – 2003م عُيِّن مديراً لـمكتب الأملاك الخاصة (العقارات).
- 2004 – 2007م 	عُيّٓن مدير عام لجميع مكاتب أملاك الشيخ محمد بن عبد العزيز الراجحي في جميع أنحاء المملكة.
- 2006 – 2007م 	مدير عام لمؤسسة محمد بن عبد العزيز الراجحي للتجارة والزراعة إلى جانب إداراته لأملاك والده العقارية.
- 2010 – حتى الآن	الرئيس التنفيذي لشركة يزيد الراجحي وإخوانه القابضة.

### المجالس التي يرأسها حالياً
- رئيس مجلس الإدارة لشركة محمد عبد العزيز الراجحي وأولاده للاستثمار.
- رئيس مجلس الإدارة لشركة يزيد الراجحي وإخوانه القابضة[17]

### عضو فعال في مجالس الإدارة التالية
- نائب رئيس مجلس إدارة حديد الراجحي [18]
- نائب رئيس مجلس إدارة شركة المرطبات العالمية[19]
- عضو مجلس إدارة شركة جازان للتنمية[20]
- نائب رئيس لجنة الاستثمار بشركة منافع القابضة[21]
- عضو مجلس إدارة نظار أوقاف الشيخ محمد بن عبد العزيز الراجحي[22]
- عضو في الوقف العام للشيخ محمد بن عبد العزيز الراجحي.
- عضو مجلس إدارة وقف الذرية للشيخ محمد بن عبد العزيز الراجحي.
- عضو مجلس إدارة جمعية تحفيظ القرآن الكريم بمحافظة البكيرية[23]

### عضو سابق لبعض مجالس الإدارة واللجان التنفيذية
- رئيس مجلس إدارة شركة منافع القابضة.[21]
- رئيس مجلس إدارة شركة دعم العقارية.[24]
- عضو مجلس إدارة شركة الراجحي للصناعات الثقيلة.
- عضو مجلس إدارة الشركة السعودية للتطوير السياحي.
- عضو لجنة المراجعة الداخلية لشركة منافع القابضة.
- عضو لجنة المراجعة ب شركة محمد عبد العزيز الراجحي وأولاده القابضة.
- عضو لجنة ترشيحات حديد الراجحي.
- عضو مجلس إدارة شركة تكامل المتحدة للمشاريع.
- عضو إدارة وقف مدارس تحفيظ القرآن الكريم للوالد محمد بن عبد العزيز الراجحي.
- عضو إدارة وقف بناء المساجد للوالد محمد بن عبد العزيز الراجحي.

## عالم رياضة السيارات
أسس يزيد الراجحي فريق "يزيد للسباقات" وبدأ مشاركاته في الراليات من خلال بطولة الشرق الأوسط للراليات (MERC) في عام 2007 بهدف اكتساب الخبرة قبل المشاركة الرسمية. كانت أولى مشاركاته في رالي الأردن 2007 بصورة غير رسمية، ثم دخل في المنافسات الرسمية عام 2008، حيث قاد سيارة سوبارو إمبريزا بمساعدة ستيف لانكاستر، تلاه المساعد ماثيو بوميل. من عام 2009 حتى 2011، استمر الفريق في المنافسة بنفس البطولة على سيارة بيجو 207 مع المساعد بوميل. وفي عام 2012، كانت أولى مشاركاته في بطولة العالم للراليات ضمن فئة (WRC2) على متن فورد فييستا بمساعدة الملاح الأيرلندي مايكل أور، واستمر باستخدام السيارة حتى نهاية موسم 2015.
في موسم 2016، انتقل الراجحي للمنافسة في الفئة الأعلى من بطولة العالم للراليات (WRC) بسيارة فورد فيستا الجديدة، ورافقه مجددًا المساعد أور.

### مشاركاته في الراليات الصحراوية (الكروس كانتري)
دخل فريق يزيد للسباقات إلى بطولة العالم للراليات الصحراوية الطويلة (الكروس كانتري) في موسم 2014 على متن تويوتا هايلوكس برفقة المساعد الألماني تيمو غوتشالك، وحقق الفريق إنجازًا ملحوظًا باحتلاله المركز الثالث في الترتيب العام في نهاية الموسم، بفضل فوزه في ثلاث جولات رئيسية: باها روسيا، رالي الفراعنة بمصر، وباها إيطاليا.
استمر يزيد في تقديم أداء متميز؛ حيث شارك في رالي داكار مع فريق تويوتا في 2016، ثم مع فريق ميني في 2017. في عام 2018، سجل إنجازاً تاريخياً بتتويجه بطلاً لـ رالي طريق الحرير، ليصبح أول عربي يحقق هذا اللقب، وذلك على متن ميني جون كوبر وركس بمساعدة غوتشالك، في الفئة الأعلى تصنيفًا (T1).
وفي عام 2019، فاز يزيد ببطولة السعودية تويوتا للراليات الصحراوية على متن تويوتا هايلوكس، بعد أن هيمن على جميع جولاتها الخمس باستثناء جولة عسير التي لم يشارك فيها.

### إنجازاته في رالي داكار
في رالي داكار السعودية 2020، أنهى يزيد الراجحي السباق في المركز الرابع ضمن الترتيب العام، مسجلًا أفضل نتيجة سعودية في تاريخ الرالي الممتد على مدى 41 عامًا، وذلك على متن تويوتا هايلوكس وبدعم من الراعي الرسمي عبد اللطيف جميل للسيارات. وفي عام 2021، فاز الراجحي بمرحلتين في رالي داكار (المرحلة السابعة: حائل > سكاكا، والمرحلة العاشرة: نيوم > العلا)، ليصبح أول سعودي وعربي يفوز بمرحلة على أرضه في فئة السيارات النموذجية، وأصغر متسابق يفوز بمرحلة من مراحل داكار 2021.
في يناير 2025 توّج يزيد الراجحي بلقب «رالي داكار 2025»، وذلك للمرة الأولى في تاريخ مشاركاته.

### ألقاب عالمية ومحلية حديثة
- نوفمبر 2021: أصبح يزيد الراجحي أول سائق سعودي يفوز بلقب كأس العالم للراليات الكروس كانتري باها، حيث حصل على لقب "بطل الأبطال" بفضل أدائه المميز في سباقات باها إيطاليا.[32]
- نوفمبر 2022: كرر يزيد الراجحي فوزه ليصبح أول سائق سعودي يحقق لقب كأس العالم للراليات الكروس كانتري باها مرتين متتاليتين.[33]
- مارس 2023: أصبح أول سعودي يتوّج بلقب رالي أبوظبي الصحراوي.[34]
- يوليو 2023: فاز يزيد الراجحي بلقب باها إيطاليا للمرة الرابعة، ليصبح أكثر السائقين تتويجًا باللقب الإيطالي.[35]
- أكتوبر 2023: أول سائق سعودي يفوز بلقب رالي المغرب.[36]
- فبراير 2024: حقق يزيد الراجحي لقبه السابع في رالي حائل، معززًا رقمه القياسي كأكثر السائقين فوزًا في تاريخ الرالي.[37]
- يونيو 2024: هو أول سائق سعودي يتوج بلقب رالي ديسافيو روتا 40 الأرجنتيني لموسم 2024.[38]
- يناير 2025: حقق لقب «رالي داكار 2025».[39]
- فبراير 2025: حقق المركز الأول في «رالي حائل تويوتا الدولي 2025» للمرة الثامنة.[40][41]

## أفضل المراكز التي حققها فريق يزيد للسباقات

### أفضل نتائج 2025
| اسم الرالي | رالي داكار 2025 | رالي حائل تويوتا الدولي 2025 |
| ---------- | --------------- | ---------------------------- |
| المركز     | الأول           | الأول                        |
| نوع الرالي | [ 42 ]          | [ 41 ]                       |

### أفضل نتائج عام 2024
| اسم الرالي | رالي ديسافيو روتا 40 |
| ---------- | -------------------- |
| المركز     | الأول                |
| نوع الرالي | W2RC                 |

### أفضل نتائج عام 2023
| اسم الرالي | رالي سونورا          | باها إيطاليا | «تبوك - نيوم» | أبوظبي الصحراوي 2023 | بطولة السعودية تويوتا للراليات الصحراوية | رالي المغرب |
| ---------- | -------------------- | ------------ | ------------- | -------------------- | ---------------------------------------- | ----------- |
| المركز     | الأول                | الأول        | الأول         | الأول                | الأول                                    | الأول       |
| نوع الرالي | «W2RC» فئة الـ «تي1» | [ 45 ]       | [ 46 ]        | W2RC                 | [ 48 ]                                   | W2RC        |

### أفضل نتائج عام 2022
| اسم الرالي | داكار السعودية 2022 | رالي عسير    | رالي القصيم  | باها دبي الصحراوي |
| ---------- | ------------------- | ------------ | ------------ | ----------------- |
| المركز     | المركزالثالث        | المركز الأول | المركز الأول | المركز الأول      |
| نوع الرالي |                     | [ 51 ]       | [ 52 ]       | [ 53 ]            |

### أفضل نتائج لعام 2021
| اسم الرالي | باها دبي الصحراوي | رالي الأندلس  | رالي كازاخستان | باها آراغون   | باها المجر    |
| ---------- | ----------------- | ------------- | -------------- | ------------- | ------------- |
| المركز     | المركز الأول      | المركز الثالث | المركز الثالث  | المركز الثالث | المركز الثاني |
| المرجع     | [ 54 ]            | [ 55 ]        | [ 56 ]         | [ 57 ]        | [ 58 ]        |
| نوع الرالي | CCR Baja          | CCR Baja      | CCR            | CCR Baja      | CCR Baja      |

### أفضل نتائج لعام 2020
| اسم الرالي | رالي داكار 2020 | رالي قطر      | رالي حائل             | رالي أبو ظبي              | رالي رياض                 | رالي الأندلس  | باها حائل 1   | باها حائل 2   |
| ---------- | --------------- | ------------- | --------------------- | ------------------------- | ------------------------- | ------------- | ------------- | ------------- |
| المركز     | المركز الرابع   | المركز الثاني | إنسحاب (عطل ميكانيكي) | تأجيل بسبب (فيروس كورونا) | تأجيل بسبب (فيروس كورونا) | المركز الثالث | المركز الرابع | المركز الثالث |
| نوع الرالي | DAKAR           | CCR           | CCR                   | CCR                       | CCR                       | CCR           | CCR Baja      | CCR Baja      |

### أفضل نتائج لعام 2019
| اسم الرالي | داكار         | رالي قطر      | رالي حائل    | رالي أبوظبي           | رالي القصيم  | رالي العُلا نيوم | رالي الرياض  | رالي الشرقية |
| ---------- | ------------- | ------------- | ------------ | --------------------- | ------------ | --------------- | ------------ | ------------ |
| المركز     | المركز السابع | المركز الثاني | المركز الأول | إنسحاب (عطل ميكانيكي) | المركز الأول | المركز الأول    | المركز الأول | المركز الأول |
| نوع الرالي | DAKAR         | CCR           | CCR          | CCR                   | CCR          | CCR             | CCR          | CCR          |
| المرجع     | [ 61 ]        | [ 62 ]        | [ 63 ]       |                       | [ 64 ]       | [ 65 ]          | [ 66 ]       | [ 67 ]       |

### أفضل نتائج لعام 2018
| اسم الرالي | رالي سيلكواي | رالي كازاخستان |
| ---------- | ------------ | -------------- |
| المركز     | المركز الأول | المركز الأول   |
| المرجع     | [ 68 ]       | [ 69 ]         |

### أفضل نتائج لعام 2017
| اسم الرالي | رالي سردينيا |
| ---------- | ------------ |
| المركز     | المركز الأول |
| المرجع     | [ 71 ]       |

### أفضل نتائج لعام 2016
- حصل على المركز الثالث في ترتيب العام لبطولة العالم للراليات الصحراوية - كروس كانتري (CCR) لموسم 2016.[72]

| اسم الرالي | رالي داكار        | رالي حائل    | رالي أبوظبي   | رالي قطر      | رالي سيلكواي  |
| ---------- | ----------------- | ------------ | ------------- | ------------- | ------------- |
| المركز     | المركز الحادي عشر | المركز الأول | المركز الثاني | المركز الثاني | المركز الثاني |
| نوع الرالي | DAKAR             | SAMF         | CCR           | CCR           | CCR           |
| المرجع     | [ 73 ]            | [ 74 ]       | [ 75 ]        | [ 76 ]        | [ 77 ]        |

### أفضل نتائج لعام 2015
- أول مشاركة في رالي داكار في 2015 وانسحب من المرحلة الحادية عشر بعد أن كان محتلاً للمركز الثالث في الترتيب العام فئة T1 على مدار الرالي
- حصل على المركز الثالث في ترتيب العام لبطولة العالم للراليات الصحراوية - الكروس كانتري (CCR) لموسم 2015.[70]

| اسم الرالي | رالي داكار                               | رالي السويد   | رالي الكويت   | رالي حائل    | رالي أبوظبي   | رالي جدة     | رالي الفراعنة | رالي المغرب   |
| ---------- | ---------------------------------------- | ------------- | ------------- | ------------ | ------------- | ------------ | ------------- | ------------- |
| المركز     | (المركز الثالث) ثم إنسحاب (عطل ميكانيكي) | المركز الرابع | المركز الثالث | المركز الأول | المركز الرابع | المركز الأول | المركز الثاني | المركز الثالث |
| نوع الرالي | DAKAR                                    | WRC2          | MERC          | SAMF         | CCR           | SAMF         | CCR           | CCR           |

### أفضل نتائج لعام 2014
- حصل على المركز الثالث في ترتيب العام لبطولة العالم للراليات الصحراوية - كروس كانتري (CCR) لموسم 2014.[78]

| اسم الرالي | رالي السويد   | رالي قطر      | رالي جدة     | رالي الكويت   | رالي روسيا   | رالي إيطاليا | رالي الفراعنة | رالي بولندا   | رالي فنلندا   | رالي قبرص    |
| ---------- | ------------- | ------------- | ------------ | ------------- | ------------ | ------------ | ------------- | ------------- | ------------- | ------------ |
| المركز     | المركز الرابع | المركز الرابع | المركز الأول | المركز الثالث | المركز الأول | المركز الأول | المركز الأول  | المركز الثالث | المركز الرابع | المركز الأول |
| نوع الرالي | WRC           | MERC          | SAMF         | MERC          | CCR          | CCR          | CCR           | WRC2          | WRC2          | ERC          |

### أفضل نتائج لعام 2013
| اسم الرالي | رالي السويد  | رالي استراليا | رالي اسبانيا  |
| ---------- | ------------ | ------------- | ------------- |
| المركز     | المركز الأول | المركز الثالث | المركز الثاني |
| نوع الرالي | WRC          | WRC           | WRC           |

### أفضل نتائج لعام 2012
| اسم الرالي | رالي حائل    | رالي اليونان  | رالي استونيا  | رالي فنلندا   | رالي ويلز     | رالي فرنسا    | رالي الأردن   | رالي اسبانيا  |
| ---------- | ------------ | ------------- | ------------- | ------------- | ------------- | ------------- | ------------- | ------------- |
| المركز     | المركز الأول | المركز الثاني | المركز الثاني | المركز الثاني | المركز الثالث | المركز الثاني | المركز الثالث | المركز الثالث |
| نوع الرالي | SAMF         | WRC2          | WRC2          | WRC2          | WRC2          | WRC2          | MERC          | WRC2          |

### أفضل نتائج لعام 2011
| اسم الرالي | رالي فرنسا    | رالي اسبانيا | رالي إيطاليا  |
| ---------- | ------------- | ------------ | ------------- |
| المركز     | المركز الثالث | المركز الأول | المركز الثاني |
| نوع الرالي | WRC2          | WRC2         | WRC2          |

### أفضل نتائج لعام 2010
| اسم الرالي | رالي حائل    | رالي الأردن  | رالي الشرقية | رالي الشرقية | رالي فرنسا    |
| ---------- | ------------ | ------------ | ------------ | ------------ | ------------- |
| المركز     | المركز الأول | المركز الأول | المركز الأول | المركز الأول | المركز الثاني |
| نوع الرالي | CCR          | MERC         | SAMF         | MERC         | WRC2          |

### أفضل نتائج لعام 2009
| اسم الرالي | رالي حائل    | رالي لبنان    | رالي سوريا   | رالي قطر      |
| ---------- | ------------ | ------------- | ------------ | ------------- |
| المركز     | المركز الأول | المركز الثالث | المركز الأول | المركز الثاثي |
| نوع الرالي | SAMF         | MERC          | SAMF         | MERC          |

### أفضل نتائج لعام 2008
| اسم الرالي | رالي لبنان    | رالي الشرقية | رالي الشرقية |
| ---------- | ------------- | ------------ | ------------ |
| المركز     | المركز الرابع | المركز الأول | المركز الأول |
| نوع الرالي | SAMF          | SAMF         | MERC         |

## سفير النوايا الحسنة
قامت منظمة الأمم المتحدة للطفولة (اليونيسيف) باختيار بطل الراليات يزيد الراجحي سفيراً للنوايا الحسنة في المملكة خلال مؤتمر صحفي عقد في مقر المنظمة في الرياض عقب توقيع العقد مع اليونيسيف لمدة عام واحد 2008م، وعَبّر ممثل اليونيسيف في منطقة الخليج د./ أيمن أبو لبن عن سعادته بانضمام الراجحي إلى أسرة اليونيسيف كأول شاب سعودي وخليجي يحصل على هذا اللقب وساهم الراجحي في مساعدة اليونيسيف على نشر التوعية في المملكة حول حقوق الأطفال وتكثيف الدعم للمشروعات المختلفة ومشروعات الشباب وإبراز دور المنظمة وأهميته لدعم الأطفال وحمايتهم في المملكة خصوصاً والمنطقة عامة.
وفي عام 2015م أعلن الاتحاد البرلماني الدولي متعدد الأغراض TMIPU اختيار يزيد الراجحي سفيراً للنوايا الحسنة بمنطقة الشرق الأوسط؛ كأول سعودي يتم اختياره لهذا المنصب في ظل اهتمامه الكبير بالجوانب الإنسانية وحرصه على تفعيل دور المسؤولية الاجتماعية وسلمه الشهادة د./ عبد العزيز الفوزان نائب رئيس الاتحاد البرلماني الدولي متعدد الاغراض؛ إيذاناً ببدء نشاطه الاجتماعي في الاتحاد خلال الفترة المقبلة.

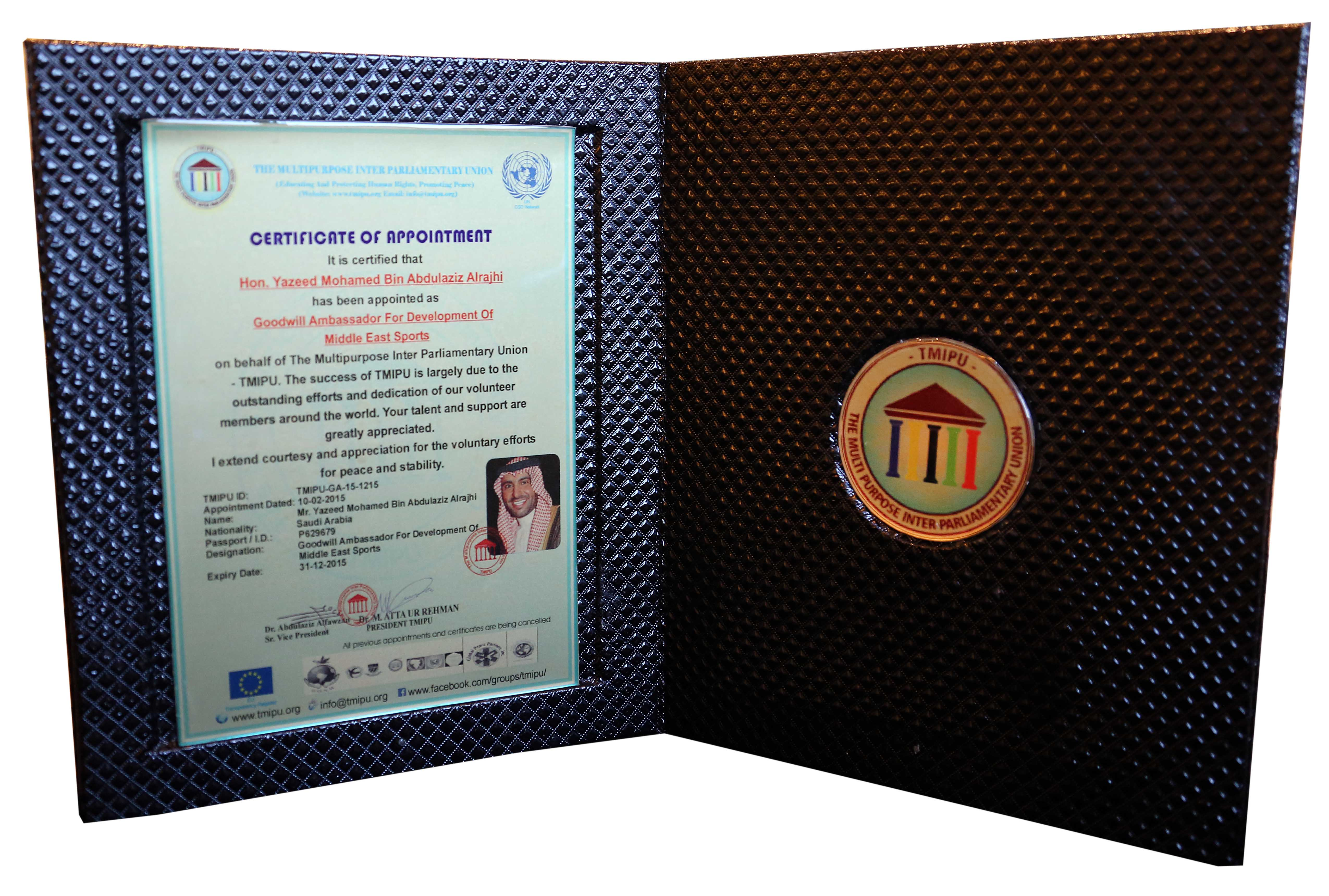
شهادة سفير النوايا الحسنة

## سفير العمل التطوعي في السعودية
لقب جديد سجله رجل الأعمال وبطل الراليات السعودي يزيد الراجحي على منصة سيرته الذاتية المليئة بالإنجازات، حيث لُقب بـ«سفير العمل التطوعي في السعودية»، وقد منحه الاتحاد العربي للتطوع التابع لجامعة الدول العربية اللقب في الحفل الذي نظم في مقر الجامعة في العاصمة المصرية القاهرة نظير الجهود الكبيرة التي يبذلها في خدمة المجتمع والأعمال التطوعية، إلى جانب دعمه للشباب وإطلاقه العديد من المبادرات التي تهدف إلى التمكين والتعزيز وتحفيز أبناء الوطن العربي على البذل والعطاء والمساهمة في نهضة وتقدم الأمة العربية.

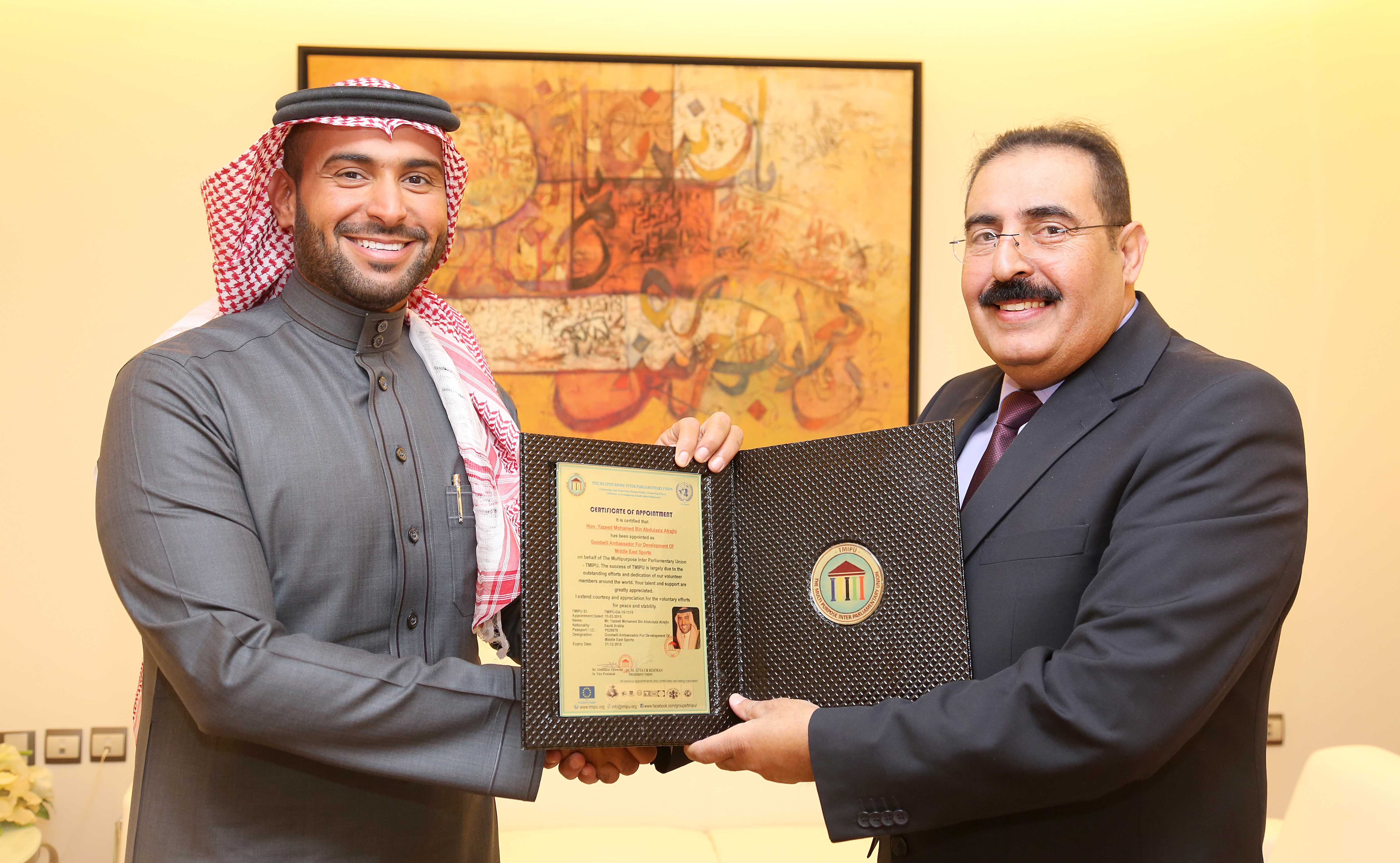
يزيد الراجحي سفيرا للنوايا الحسنة 2015

## رائد العمل التطوعي
منح الشيخ عيسى بن علي آل خليفة الرئيس الفخري لجمعية الكلمة الطيبة البحرينية البطل يزيد الراجحي جائزة رائد العمل التطوعي على مستوى الوطن العربي للعام 2015 م وذلك في الحفل الذي نظم مساء الثلاثاء 15 سبتمبر 2015 بالتزامن مع اليوم العربي للتطوع في فندق الريتز كارلتون بالعاصمة البحرينية المنامة.
وتسلم الشيخ/ بدر الراجحي الأخ الأكبر للبطل السعودي الجائزة نيابة عن أخيه وسط حضور جميع غفير من كبار الشخصيات والمسؤولين يتقدمهم سمو الشيخ/ علي بن خليفة ال خليفة نائب رئيس مجلس الوزراء بمملكة البحرين وممثلي برنامج الأمم المتحدة للمتطوعين وعدد من الشخصيات في الاتحاد العربي للعمل التطوعي.
وجاء تكريم يزيد الراجحي بين عدد من روّاد العمل التطوعي العربي ومنحه جائزة الشيخ/ عيسى بن علي ال خليفة للعمل التطوعي نظير جهوده الملموسة وما يقدمه من أعمال تطوعية ونشاطه في تفعيل دور المسؤولية الاجتماعية واهتمامه بتقديم كل ما من شأنه خدمة الشباب.

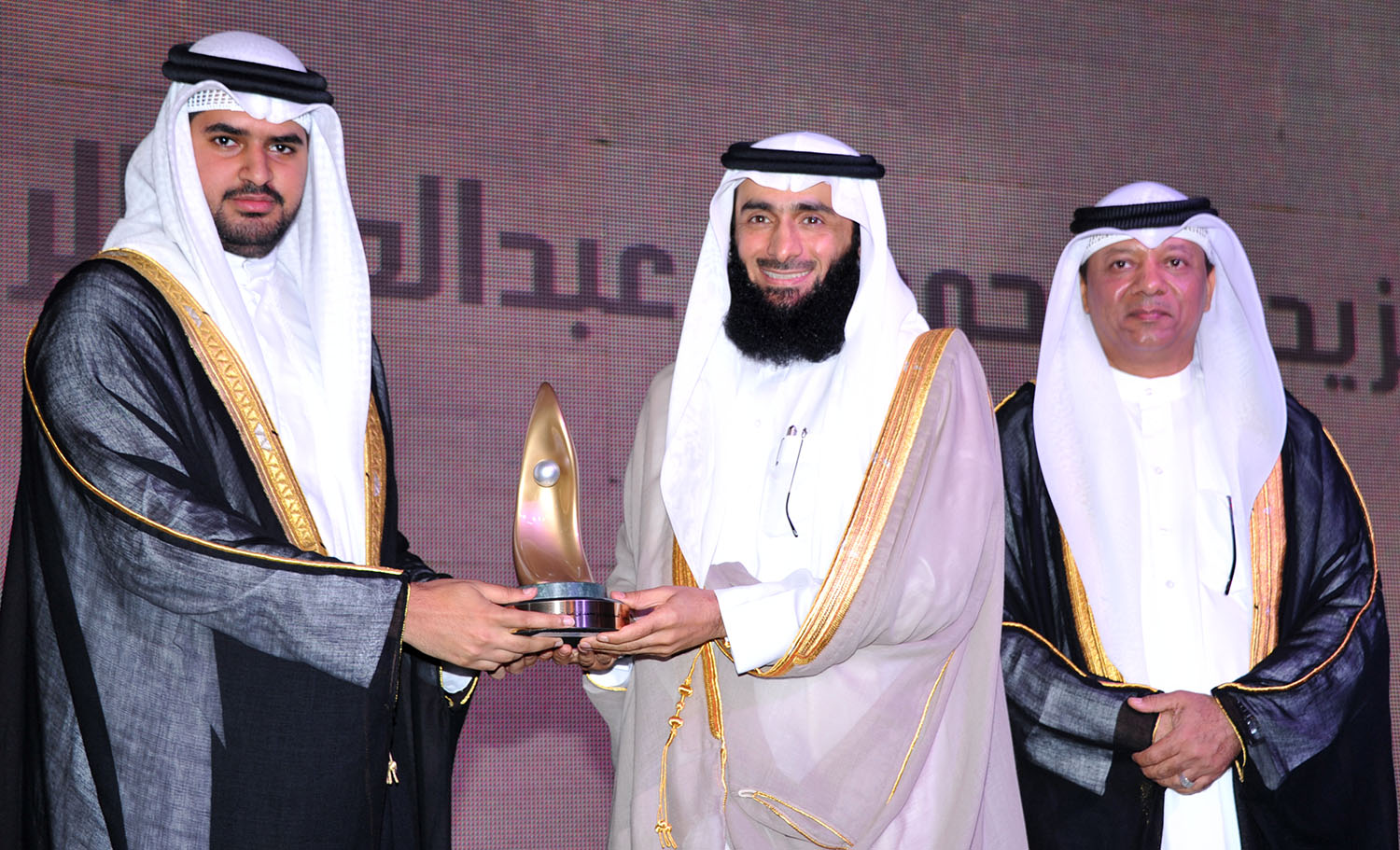
جائزة رائد العمل التطوعي

## سفير التبرع بالأعضاء في السعودية
منح المركز السعودي للأعضاء يزيد الراجحي لقب سفير التبرع بالأعضاء في السعودية بعد أن وقع اختيار المركز على الراجحي الذي سبق له أن حصل على لقب سفير النوايا الحسنة في السعودية والخليج، ووقع العقد بين المركز السعودي للأعضاء ويزيد الراجحي في حفل أقامته شركة اليمني للسيارات وعشاق اللعبة بشارع التحلية للاحتفال بالإنجازات التي حققها الراجحي في 2008 م. وفي نهاية الحفل قدم عبد الرحمن اليمني عضو مجلس إدارة شركة اليمني درعاً خاصاً ليزيد الراجحي نظير المستويات الرائعة التي قدمها، من جانبه قدم الراجحي شكره لشركة اليمني وعشاق رياضة السيارات على هذا التكريم المثالي، كما قدم شكره للمركز السعودي للأعضاء على منحه لقب سفيراً للتبرع بالأعضاء في السعودية.

## سفير جمعية نقاء لمكافحة التدخين
تم اختيار يزيد الراجحي كسفير جمعية نقاء لمكافحة التدخين عام 2011.

## التكريم
- حصل على جائزة الإتحاد الدولي للسيارات الـ FIA، بعد فوزه بلقب كأس العالم للراليات الكروس كانتري باها لعام 2021.[85]
- كرمه وزير الرياضة السعودي رئيس اللجنة الأولمبية والبارالمبية السعودية الأمير عبد العزيز بن تركي الفيصل عام 2023؛ لتحقيقه إنجازاً سعودياً جديداً كونه أول سعودي يصعد منصة في رالي داكار حيث تُوج في المركز الثالث في الترتيب العام ضمن أعلى فئة الـ T1+ محققاً بذلك إنجازاً تاريخياً للمملكة العربية السعودية.[86]
- كُرم من رئيس الاتحاد السعودي للسيارات والدراجات النارية الأمير خالد بن سلطان الفيصل، ونائب رئيس مجلس إدارة شركة عبد اللطيف جميل حسن جميل في ديسمبر 2023م، وذلك لتحقيقه لقب البطولة السعودية تويوتا لموسم 2023 للمرة الثالثة على التوالي، وتوج بلقب «فخر الوطن».[87]

## المسؤولية الاجتماعية
يقوم يزيد الراجحي بدوره في أداء المسؤولية الاجتماعية نحو مجتمعه ودعم الشباب لإنشاء مشروعاتهم الخاصة والتي تكون النواة التي يبدأ منها الشباب حياتهم العملية، وفي هذا الإطار يقوم يزيد الراجحي بطرح عدد من المبادرات والأفكار العملية للشباب والبنات ليس هذا فحسب بل يقوم بدعم بعض الأفكار مادياً ومتابعتها ونشر النتائج عبر وسائل التواصل الاجتماعي حتى يشجع باقي الشباب على البدء في مشروعاتهم الخاصة، وفي هذا الإطار فاز يزيد الراجحي بالمركز الأول في جائزة العطاء للمسؤولية الاجتماعية 2014 كما تم تكريمه في البحرين حيث كان على قائمة رواد العمل التطوعي بالوطن العربي للعام 2015م.
كما يقوم فريق يزيد للسباقات بإقامة عدد من الفعاليات في معظم محافظات المملكة لتقديم التوعية للشباب والفئات العمرية المختلفة حول قيادة السيارات ورياضة المحركات بأنواعها المختلفة ومنها فعاليات مساء الإحساء الشبابي بمحافظة الهفوف، وفعالية مجمع تحفيظ القرآن بالدرعية، وفعالية مدرسة الامام عاصم بالرياض لتثقيف الطلاب حول القيادة الآمنة، وفعالية ملتقى شباب الخبر، وغيرها من الفعاليات التي تقام على هامش رالي حائل ورالي جدة ما يعطي للرالي بعداً سياحياً لدعم السياحة في منطقة حائل ومنطقة جدة أثناء فترات الرالي.

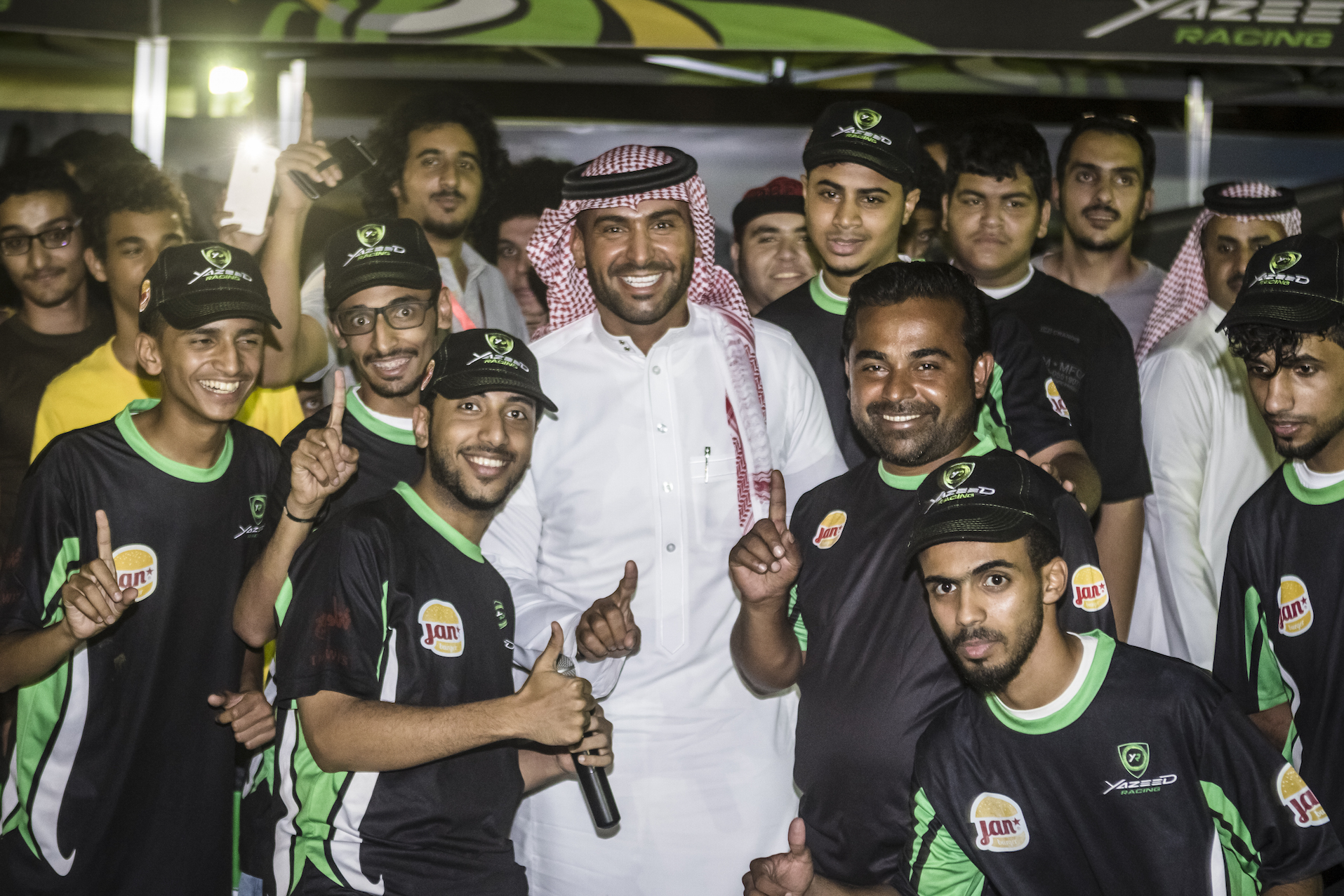
فعاليات فريق يزيد للسباقات - رالي جدة 2015

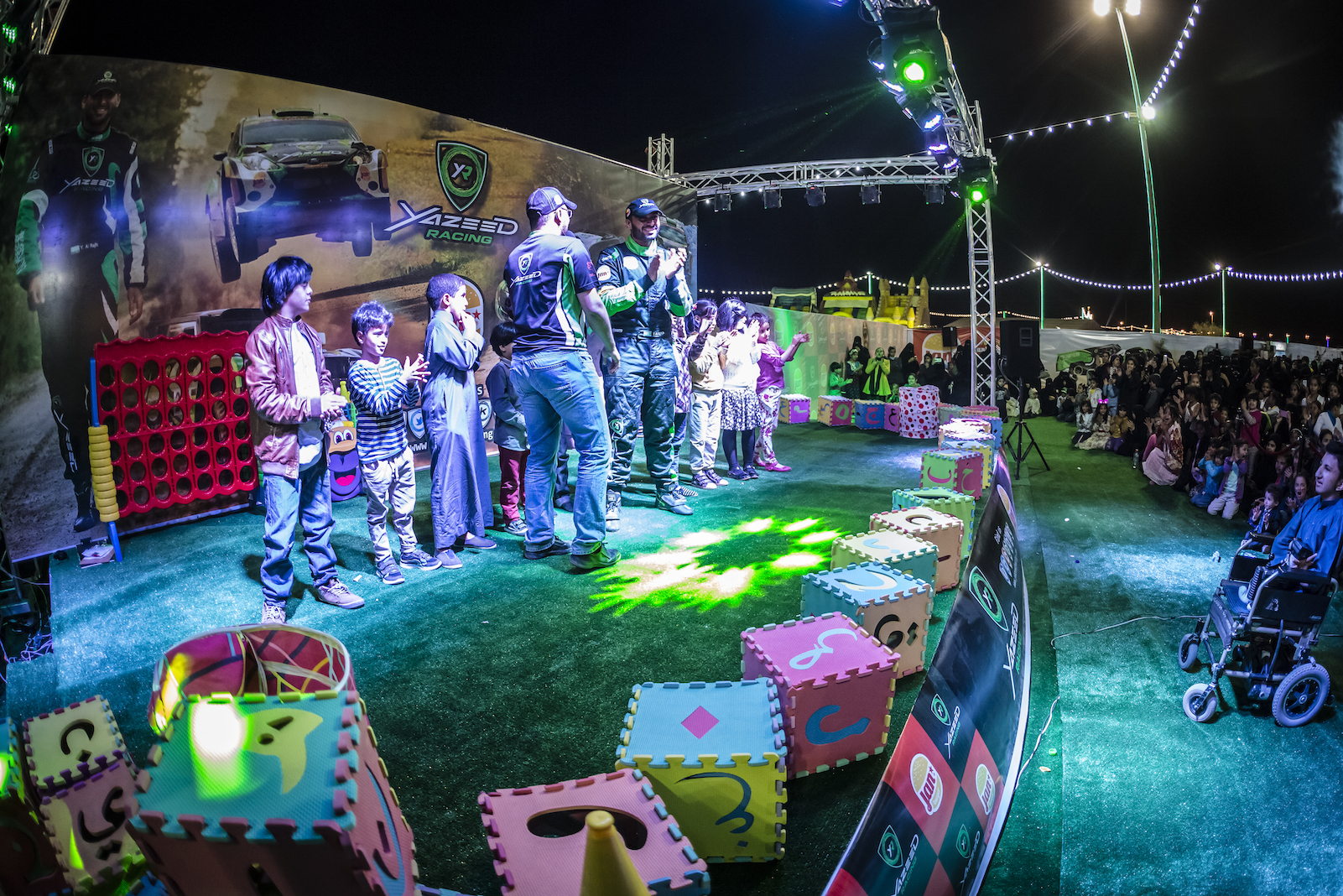
فعاليات فريق يزيد للسباقات - رالي حائل 2015

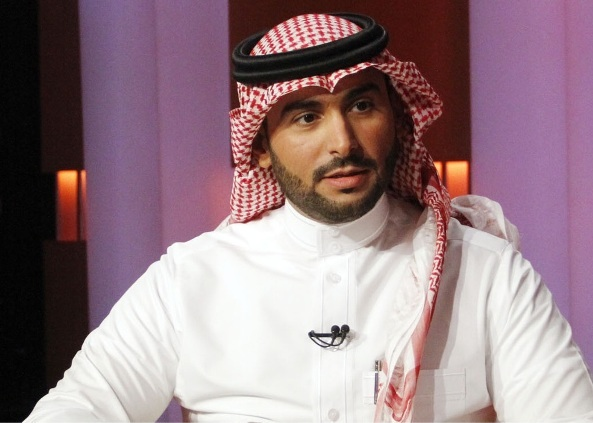
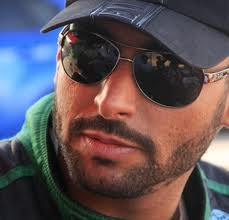
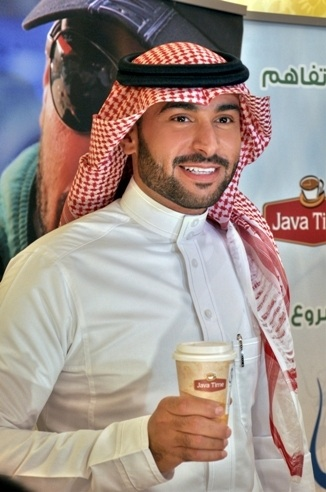
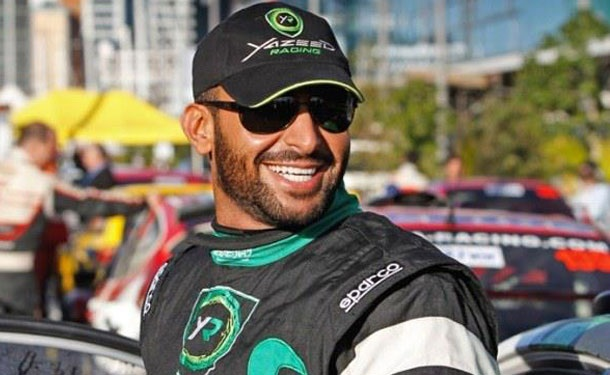
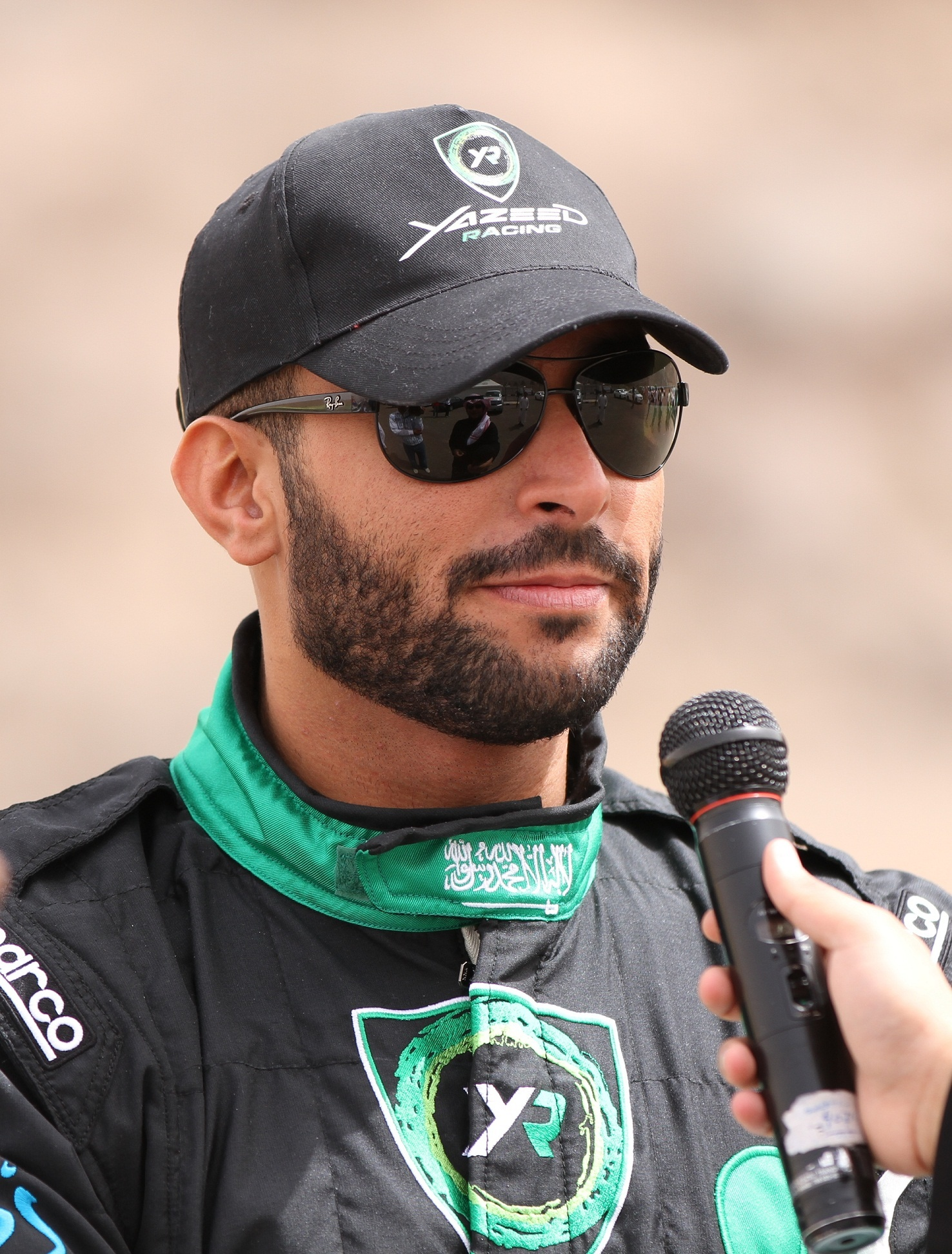

## روابط خارجية
- يزيد الراجحي علي موقع msdary.com
- يزيد الراجحي على موقع Rallye-info.com (الإنجليزية)
- يزيد الراجحي على موقع eWRC-results.com (الإنجليزية)